# Le Démon de la perversité
Le Démon de la perversité (The Imp of the Perverse) est une nouvelle qui se présente sous la forme d'un essai écrit par l'auteur et critique américain Edgar Allan Poe. Il traite des impulsions autodestructrices du narrateur qui incarne la métaphore symbolique du démon de la perversité. Le narrateur décrit cet esprit comme un agent incitant une personne à faire des choses simplement parce que « nous ne le devrions pas ».

## Résumé
Le narrateur explique en détail sa théorie sur Le Démon de la perversité qu'il croit être la cause même des actes commis par des personnes allant à l'encontre de leur propre intérêt. Cet essai, écrit à la manière d'une explication est présenté de manière objective bien que le narrateur admette être « une des victimes innombrables du démon de la perversité ». Puis il explique en quoi sa condamnation pour meurtre est le résultat de ce fait.
Le narrateur tue un homme en utilisant une bougie qui dégage des vapeurs toxiques lorsqu'elle se consume. La victime qui appréciait lire au lit pendant la nuit, utilisant ladite bougie pour s'éclairer, meurt dans sa chambre mal aérée. Le narrateur s'occupe à faire disparaître toute preuve de son forfait, faisant croire au coroner que le malheureux est mort de cause naturelle : « [...] et le verdict du coroner fut : Mort par la visitation de Dieu » (cette expression anglophone désignant métaphoriquement la mort-subite).
Le narrateur demeure insoupçonné du crime bien que de temps à autre il se rassure en répétant à voix basse : « Je suis sauvé ». Un jour, il réalise qu'il n'est en sécurité que s'il a le bon sens de ne pas se confesser publiquement. Néanmoins, en disant cela, il commence à se demander s'il serait capable de se confesser. Il se met alors à courir dans les rues comme un fou pour fuir cette pensée, attirant l'attention sur lui. Quand il s'arrête enfin, il se sent sous l'emprise d'un « démon invisible ». Il révèle alors son secret « très distinctement » mais à toute vitesse comme s'il avait peur d'être interrompu. Il est jugé rapidement et condamné à mort pour meurtre.

## Analyse
Le Démon de la perversité commence à la manière d'un essai plutôt que d'une œuvre de fiction, un format que Poe a déjà utilisé dans L'Ensevelissement prématuré. Par conséquent, il est plus centré sur la théorie que sur l'intrigue en elle-même. Voici comment Poe décrit cette théorie :
« Nous sommes sur le bord d’un précipice. Nous regardons dans l’abîme, — nous éprouvons du malaise et du vertige. Notre premier mouvement est de reculer devant le danger. Inexplicablement nous restons. [...] ce n’est qu’une pensée, mais une pensée effroyable, une pensée qui glace la moelle même de nos os, et les pénètre des féroces délices de son horreur. C’est simplement cette idée : « Quelles seraient nos sensations durant le parcours d’une chute faite d’une telle hauteur ? » [...] par cette simple raison, nous les désirons alors plus ardemment. »
« Nous avons devant nous une tâche qu’il nous faut accomplir rapidement. Nous savons que tarder, c’est notre ruine. La plus importante crise de notre vie réclame avec la voix impérative d’une trompette l’action et l’énergie immédiates. Nous brûlons, nous sommes consumés de l’impatience de nous mettre à l’ouvrage ; l’avant-goût d’un glorieux résultat met toute notre âme en feu. Il faut, il faut que cette besogne soit attaquée aujourd’hui, – et cependant nous la renvoyons à demain ; – et pourquoi ? Il n’y a pas d’explication, si ce n’est que nous sentons que cela est pervers. »
Cette œuvre élabore une théorie selon laquelle tout le monde a des tendances autodestructrices, incluant le narrateur. La confession ultime du narrateur qui avoue son meurtre n'est pas motivée par un quelconque sentiment de culpabilité mais plutôt par un désir de notoriété, de revendication de ses actions, tout en sachant qu'il ne devrait pas l'éprouver.
La théorie du démon de la perversité de Poe peut également être une esquisse de la notion du subconscient et du refoulement qui ne sera jamais proprement théorisé avant Sigmund Freud.
Beaucoup de personnages de Poe font preuve d'une incapacité à résister au démon de la perversité (incluant le meurtrier dans Le Chat noir et le narrateur dans Le Cœur révélateur). L'opposé de cette impulsion est vu à travers le personnage de Auguste Dupin qui fait preuve de raison et d'analyse fine. Un des premiers exemples de cette théorie dans l'une des œuvres de Poe est Les Aventures d'Arthur Gordon Pym, qui précède Le Démon de la perversion. Dans une scène, le personnage principal est submergé par un sentiment irrésistible de sauter d'une falaise abrupte.
Par ailleurs, intellectuels et critiques ont suggéré que Poe avait son propre démon de la perversité. Jeffrey Meyers, le biographe de Poe, a suggéré que celui-ci avait écrit cette nouvelle afin de justifier ses propres tendances autodestructrices et sa souffrance. James M. Hutchisson a déclaré que cette œuvre reflète la jalousie de Poe et son sens de la trahison qui ont mené à sa querelle publique avec Henry Wadsworth Longfellow et la culture littéraire de Nouvelle Angleterre ; la dénommée Longfellow War (en français, La Guerre de Longfellow) se déroulait au moment même où Poe écrivait Le Démon de la perversité. Trois mois après la publication de la nouvelle, Poe s'en est pris au cercle littéraire de Boston en essayant de leur jouer un tour en lisant son poème - pour le moins obscur - Al Aaraaf à une conférence. Le biographe Daniel Stashower a suggéré que cette tentative délibérée de Poe de provoquer son public et de se marginaliser encore davantage a été inspiré par son démon de la perversité.

## Historique de la publication
Le Démon de la perversité a d'abord été publié dans le numéro de juillet 1845 du Graham's Magazine. Une version légèrement remaniée sera publiée en 1846.

## Les réactions
Poe a déclaré au Broadway Journal en décembre 1845 que le Nassau Monthly à l'Université de Princeton a injustement critiqué Le Démon de la perversité. Le qualifiant de « foutaises », le critique a déclaré que le cheminement du raisonnement de l'auteur à propos de cette idée philosophique était difficile à suivre. « Il s'aventure dans les méandres de la phrénologie en passant par le transcendantalisme puis dans la métaphysique en général ; ensuite à travers de longues pages lassantes à propos du domaine de la philosophie inductive, où enfin il accule la pauvre chose, il la pique jusqu'à ce que mort s'ensuive avec un long bâton de la façon la plus impitoyable qu'il soit. ».